# Скела (филм)
„Скела”  је српски  ТВ филм из 2004. године.
Снимак свечане представе поводом двестоте годишњице српске државности, одржане 15. фебруара 2004. године, у Орашцу. Према тексту Горана Петровића, представу је режирао Кокан Младеновић.

## Улоге
| Глумац                 | Улога                  |
| ---------------------- | ---------------------- |
| Војислав Воја Брајовић | Лингвиста              |
| Ирфан Менсур           | Возар                  |
| Тихомир Станић         | Божији човек           |
| Мирко Бабић            | Инжињер                |
| Тања Бошковић          | Невеста 2              |
| Предраг Ејдус          | Звоноливац             |
| Душан Јакишић          | Цариник                |
| Михаило Миша Јанкетић  | Предрадник             |
| Иван Јевтовић          | Коцкар 1               |
| Ненад Јездић           | Монах                  |
| Борис Комненић         | Страни путописац       |
| Дејан Луткић           | Коцкар 2               |
| Анита Манчић           | Девојка                |
| Нела Михајловић        | Невеста 1              |
| Зоран Миљковић         | Црноберзијанац         |
| Александра Николић     | Жена трговца конопцима |
| Марко Николић          | Господар               |

Остале улоге  ▼
| Глумац                 | Улога             |
| ---------------------- | ----------------- |
| Предраг Панић          | Земљоделац        |
| Ненад Пећинар          | Момак             |
| Бранка Петрић          | Старица           |
| Јелисавета Сека Саблић | Жена              |
| Ружица Сокић           | Невеста 3.        |
| Горан Султановић       | Страни картограф  |
| Давид Тасић            | Мајор             |
| Слободан Тешић         | Човек иза новина  |
| Саша Торлаковић        | Извиђач           |
| Томислав Трифуновић    | Игуман            |
| Танасије Узуновић      | Трговац конопцима |
| Милија Вуковић         | Партијац          |
| Марко Живић            | Монах             |